# Тре Казе (Сијена)
Тре Казе је насеље у Италији у округу Сијена, региону Тоскана.
Према процени из 2011. у насељу је живело 121 становника. Насеље се налази на надморској висини од 836 м.